# Cattedrale di San Lorenzo (Traù)
L'ex cattedrale di San Lorenzo (in croato katedrala Sv. Lovre) è un'ex cattedrale situata nella città di Traù in Croazia. Perse il titolo di cattedrale nel 1828, quando la diocesi di Traù fu soppressa.

## Storia

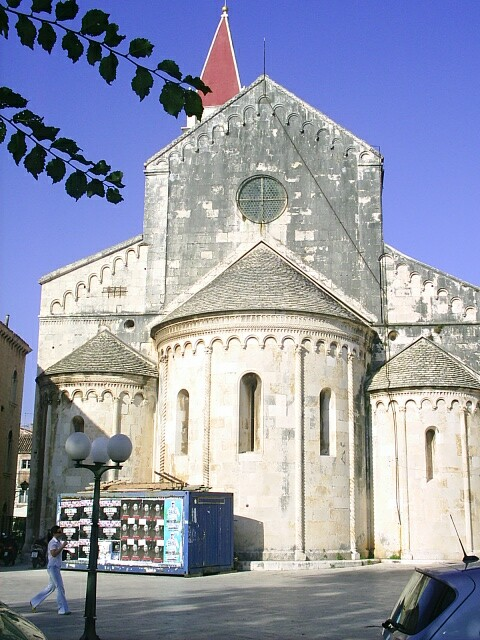
La parte absidale.

La chiesa è stata costruita sulle fondamenta della preesistente cattedrale paleocristiana distrutta dai Saraceni nel 1123, durante il sacco di Traù. I lavori dell'attuale edificio iniziarono nel 1213 e terminarono nel XVII secolo. Come l'antica cattedrale è dedicata a san Lorenzo, ma è nota per la devozione a san Giovanni: il vescovo di Traù Giovanni da Traù con il suo stile di vita santa ha attirato il re ungherese Colomanno d'Ungheria che aveva rilevato la Croazia e la Dalmazia. La maggior parte del lavoro ha avuto luogo nel XIII secolo essendo per lo più completo nel 1251. Questo vuol dire che la maggior parte dell'edificio è in stile romanico, mentre l'interno della volta, costruita nel XV secolo, è in stile gotico.
I lavori del campanile iniziarono alla fine del XIV secolo ed è stata completata alla fine del XVI secolo. Il primo piano è in stile gotico ed è stato edificato dai maestri Stipan e Matej. Dopo che era stato demolito dai veneziani nel 1420, fu ristrutturato ad opera di Matija Gojković. Il secondo piano, anch'esso in stile gotico, è probabilmente opera di maestri veneziani, in quanto le finestre ricordano quelle del Ca' d'Oro. Il piano definitivo fu costruito da Trifun Bokanić (1575-1609). In cima al campanile ci sono quattro statue, opera dello scultore veneziano Alessandro Vittoria (1525-1608). Al centro della facciata, all'interno di una piccola apertura circolare, vi è scolpito lo stemma araldico del più potente sovrano ungherese della dinastia angioina, re Luigi I d'Ungheria.

## Descrizione

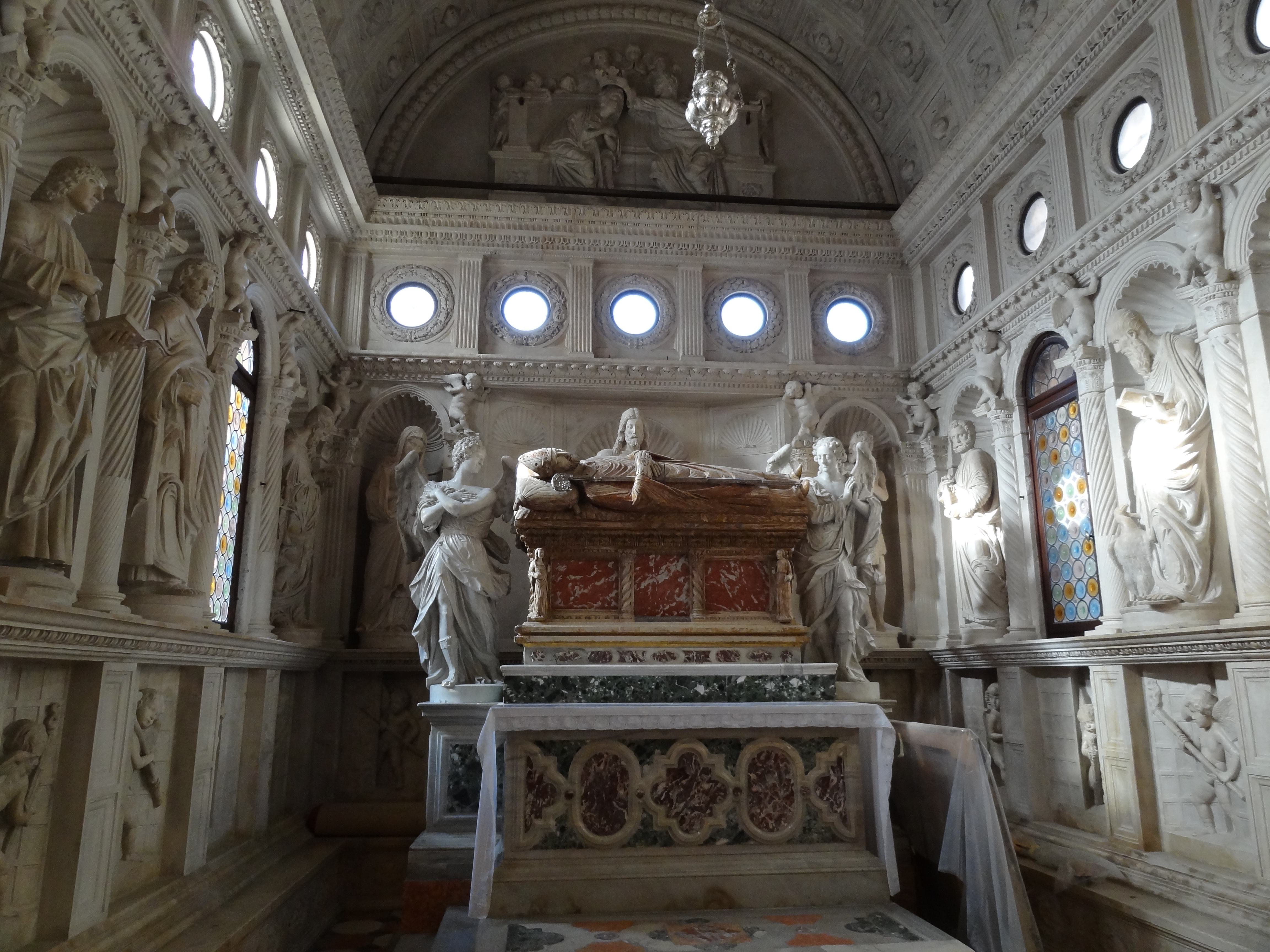
Cappella del beato Giovanni Orsini

L'ex cattedrale di Traù è l'esempio più arcaico in Dalmazia nella costruzione delle arcate interne con pilastri allungati che separano le due navate laterali da quella centrale. Ci sono tre absidi semicircolari e una a volta sopra la quale sorge il campanile. Le volte a crociera e le terrazze precedenti sopra le navate sono di influenza pugliese.
Un ampio vestibolo è stato aggiunto nel XV secolo e il rosone gotico artisticamente ben eseguito sulla facciata occidentale è della stessa epoca. In fondo alla sala d'ingresso, vi è un battistero in gotico e romanico che è stato aggiunto alla chiesa nel 1467 da Andrea Alessi (1430-1505), uno scultore di origine albanese allievo di Giorgio di Matteo.
All'interno della chiesa è situata la Cappella del beato Giovanni Orsini, decorata con sculture di Niccolò di Giovanni Fiorentino. La sacrestia gotica è stata aggiunta nel XV secolo. La parete esterna è divisa da pilastri e fori con aperture ad arco.

## Portale romanico

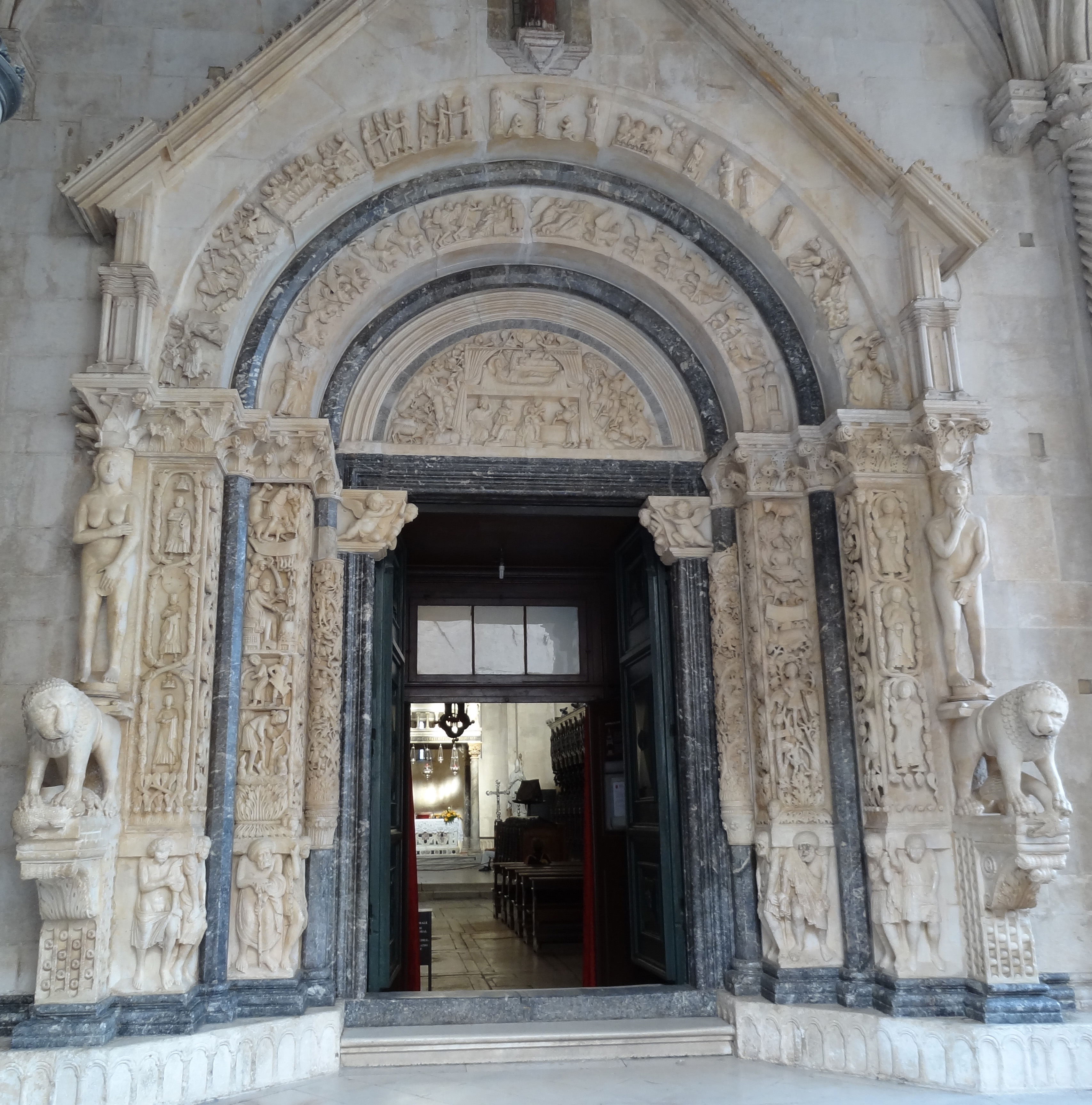
Il portale del duomo di Traù

L'architetto e maestro Radovan ha lavorato sulla porta del portale della chiesa. La maggior parte del portale è stato scolpito dal maestro stesso, ma sono riconoscibili anche altre mani, come i suoi allievi e i suoi seguaci. Il lavoro, finito e firmato nel 1240, è un'opera monumentale e forse unica di questo grande artista croato.
In termini di tematica il portale è diviso in due parti: superiore e inferiore. La parte superiore mostra scene del Vangelo e la vita di Cristo. Sulla lunetta vi è la scena della Natività, e dentro l'arco sopra la lunetta vi sono angeli che adorano Cristo nella scena sottostante. La lunetta e questo arco sono opera di Radovan. Sugli stipiti interni è rappresentato un ciclo con le allegorie dei mesi. A sinistra dall'alto verso il basso troviamo i mesi di dicembre, gennaio e febbraio mentre sulla destra dal basso verso l'alto sono collocati marzo e aprile.
Si tratta di un ciclo incompleto di cui s'ignorano i motivi della sua interruzione. Radovan ha anche lavorato sulle due piccole colonne ricoperte da rilievi. Sugli stipiti esterni sono raffigurati i santi e gli apostoli e all'interno le immagini sono decorate con figure di animali esotici e creature fantastiche come centauri e sirene. A dominare il portale sono però le forme umane di Adamo ed Eva: i nostri antenati peccaminosi sono posti sul dorso di due leoni.
Altri artigiani degni di nota che hanno partecipato alla costruzione del portale sono Ivan Budislavić e Gregorio Vidov. L'ex cattedrale fa parte del nucleo storico di Traù che è stato dichiarato bene protetto dall'UNESCO nel 1997.